# Illapu
Gli Illapu sono un gruppo musicale cileno formato nel 1971 ad Antofagasta, nel nord del Cile, dai fratelli José Miguel, Jaime, Andrés e Roberto Márquez Bugueño. Più tardi si unì al gruppo Osvaldo Torres. Il nome "Illapu" deriva da una parola in lingua quechua che significa "fulmine". Il loro genere musicale è il folk andino.

## Storia
Gli Illapu si formano nel 1971 nella città del nord del Cile, Antofagasta. Nello stesso anno suonano al Festival del Salitre a Maria Elena dove vincono il premio del festival con la canzone dei Quilapayún La muralla. Vengono aspramente criticati dall'organizzatore dell'evento, Patricio Manns, per aver interpretato una composizione altrui. Lo stesso anno Pato Valdivia si unisce all'ensemble.
Nel 1972 il gruppo si trasferisce a Santiago del Cile, alla ricerca di maggiori opportunità di suonare dal vivo e di registrare. Qui registrano il loro primo album Música Andina per la DICAP. Poco dopo vincono il premio al Norte Andino Festival di Calama interpretando la canzone composta dall'autore Nano Acevedo, Dale Mañungo.
Nel 1973 suonano alla prima edizione del prestigioso Festival Internacional de la Canción de Viña del Mar. Il loro innovativo approccio musicale ed estetico sul palco gli assicura il riconoscimento da parte della critica e le lodi da parte del pubblico. A partire da questa esibizione cominciano a venir considerati come nuovi membri della scena della Nueva Canción Chilena. Le risorse stanziate per l'arte e la cultura sotto il governo di Unidad Popular di Salvador Allende consente agli Illapu di sviluppare completamente il loro potenziale artistico.
Nel 1981, a causa della repressione sotto il regime di Pinochet, sono costretti all'esilio, trasferendosi prima in Francia e successivamente in Messico. Nel 1988, grazie al miglioramento del clima politico, fanno ritorno in Cile.
Nel 1993, il loro album En estos dias, che contiene la hit Lejos del amor, vince 7 dischi di platino.

## Formazione
- José Miguel Márquez Bugueño
- Jaime Márquez Bugueño
- Andrés Márquez Bugueño
- Roberto Márquez Bugueño
- Osvaldo Torres
- Pato Valdivia

## Discografia parziale

### Album
- 1972 - Música Andina
- 1975 - Chungará
- 1976 - Despedida del pueblo
- 1977 - Raza Brava
- 1978 - Canto vivo
- 1979 - Grito de la raza
- 1980 - Theatre de la Ville
- 1981 - El canto de Illapu
- 1983 - Y es nuestra
- 1984 - De libertad y amor
- 1986 - Para seguir viviendo
- 1988 - Divagaciones
- 1988 - En vivo: Parque La Bandera
- 1991 - Vuelvo amor... vuelvo vida
- 1993 - En estos días
- 1994 - De sueños y esperanzas
- 1994 - Sereno
- 1995 - Multitudes
- 1998 - Morena esperanza
- 2000 - Momentos vividos
- 2002 - Illapu
- 2006 - Vivir es mucho mas

### Raccolte
- 2001 - Antología 1971-1982